# أبرشية الرومان الكاثوليك في مكسيكو

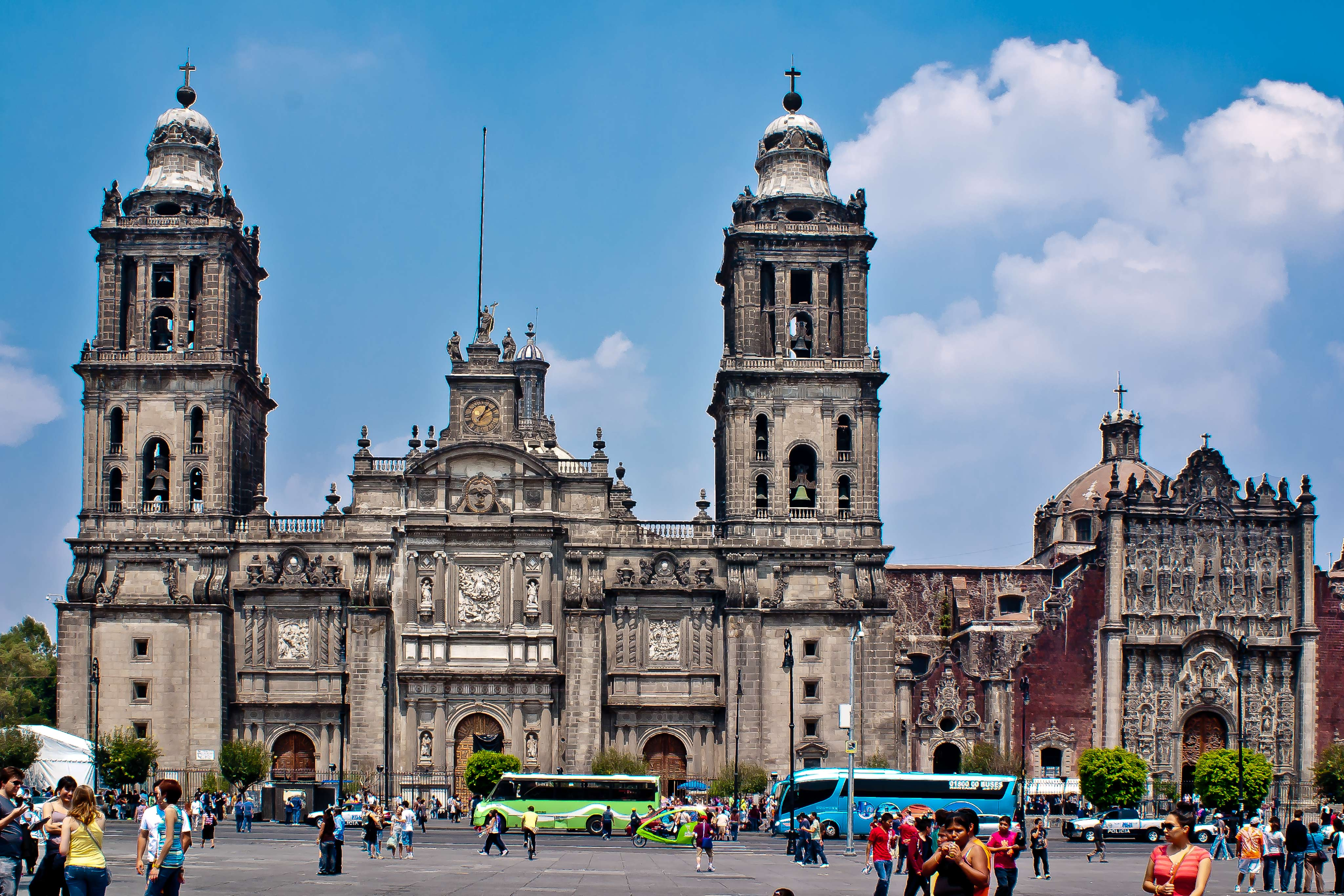
كاتدرائية متروبوليتان ميكسيكو سيتي.

أبرشية الرومان الكاثوليك في مكسيكو (باللاتينيَّة: Archidioecesis Mexicanus؛ بالإسبانية: Arquidiócesis de México) هي أبرشية رومانية كاثوليكية تتبع الطقوس الرومانية؛ وتضم الأبرشية رعايا العاصمة مدينة مكسيكو وضواحي المدينة. يعود تاريخ تأسيس الأبرشية إلى 12 فبراير 1546.
تعتبر أبرشية مكسيكو أكبر أبرشية كاثوليكية في العالم؛ غالبية سكان المدينة (82%) أي سبعة ملايين نسمة يتبعون الكنيسة الرومانية الكاثوليكية، و تُعد المدينة أكبر تجمع حضري مسيحي وكاثوليكي في العالم.